# 劍橋工業信託
劍橋工業信託（英語：Cambridge Industrial Trust，SGX：J91U），在2006年由澳洲國民銀行、私募資本奧利集團，以及日本三井物產株式會社組成一家工业房地产投资信托。
現時主要業務在新加坡經營持有用于工业用途的房地产资产而設，而總部位於61 Robinson Road, #12-01 Robinson Centre, Singapore 068893。現時首席執行官為Christopher Calvert。
而股份在2006年7月25日於新加坡交易所主板上市。招股價為0.68新加坡元，發行股份為206,109,000股，而集資額為140,200,000新加坡元。

## 連結
- CambridgeIndustrialTrust.com（页面存档备份，存于）